# Senza vergogna
Senza vergogna è un film del 1986 diretto da Gianni Siragusa. 

## Trama
Viareggio. Giorgio, un proprietario terriero di mezza età con la reputazione di donnaiolo, puntando sul proprio fascino, circuisce qualsiasi giovane donna che lo aggradi per potere soddisfare i propri piaceri sessuali, pur non mancando di eseguire puntualmente il proprio dovere coniugale con la bella consorte Alessia. Nonostante i ripetuti tradimenti di Giorgio nei confronti della moglie, la vita dei due sposi prosegue bene e l'unico neo della loro vita di coppia è la salute di Andrea, il loro unico figlio in età adolescenziale: questi è un ragazzo paraplegico che, impossibilitato nei movimenti, vive in stato di repressione poiché si vede impotente nel poter dare a se stesso gratificazione sessuale, come lo è per il padre.
Il desiderio di Andrea è alimentato dal comportamento del padre, che Andrea spia di nascosto dalla finestra della propria stanza. La situazione però cambia quando Giorgio muore a causa di una caduta dalle scale. Alessia, pur rassegnandosi alla nuova condizione di vedova, non può esimersi dal trovare un sostituto del defunto marito, e a tale proposito assume come mezzadro Massimo, un uomo di mezza età, fisicamente piacente che viene spesso a contatto con Alessia. La sua bellezza non lo lascia indifferente, tanto da corteggiare la donna e tentare di entrarvi nella vita sentimentale e sessuale. Questo fattore è per Andrea, un ulteriore incentivo nell'alimentare il proprio desiderio sessuale che s'era assopito con la morte del padre; inoltre pur trattandosi della propria madre, Andrea non è riuscito, prima col padre e adesso con Massimo, a non guardare la madre con occhi desiderosi.
Alessia, accortasi del bisogno represso del figlio, si rende conto dei problemi del ragazzo e risolve la situazione, accontentandolo in maniera naturale e senza che il ragazzo se ne renda conto.